# Тунтенгаузен
Тунтенгаузен (нім. Tuntenhausen) — громада в Німеччині, розташована в землі Баварія. Підпорядковується адміністративному округу Верхня Баварія. Входить до складу району Розенгайм.
Площа — 68,98 км2. Населення становить 7258 ос. (станом на 31 грудня 2020).